# Ersay Üner

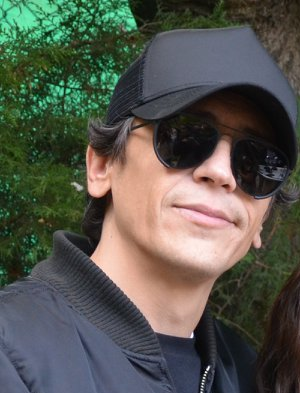
Ersay Üner, 2018

Ersay Üner (* 7. Oktober 1978 in Seydişehir) ist ein türkischer Popmusiker, Songwriter und Musikproduzent.

## Karriere
Ab Mitte der 2000er Jahre machte Ersay Üner vor allem als Produzent und Songwriter für Demet Akalın auf sich aufmerksam. In den nachfolgenden Jahren schrieb er zudem Songs für weitere erfolgreiche Künstler wie Murat Boz, Simge, Hande Yener oder Aleyna Tilki.
Den Durchbruch als Sänger erreichte er im Jahr 2017 mit dem erfolgreichen Song İki Aşık.
Zwei Jahre später erschien sein erstes Album Nokta. Der gleichnamige Song sowie die Singleauskopplungen Selam und Güm wurden ebenfalls Hits. Im Jahr 2021 veröffentlichte Üner den Song Seni Soruyorlar, mit welchem er auch Erfolge feiern konnte.
Von 2012 bis 2019 war er mit der türkischen Schauspielerin Büşra Pekin zusammen.

## Diskografie

### Alben
- 2019: Nokta
- 2024: Taverna

### EPs
- 2025: 2 Şarkı

### Singles
| - 2008: İki Kelime - 2015: Yürüdüm - 2017: Tatlım Tatlım - 2017: İki Aşık - 2019: Nokta - 2019: Selam - 2020: Güm - 2021: Seni Soruyorlar - 2021: Gidiyorsun - 2021: Allı Turnam (mit Burcu Arı) - 2022: Duysun | - 2022: Vazgeçtim - 2023: Yalan - 2023: Yapma - 2024: Sevme - 2024: Sıktı Mı Canını - 2024: Akşam Olur Gizli Gizli Ağlarım - 2024: Büyük Oyun (mit Demet Akalın) - 2024: Alışırım - 2024: Almıyor Aklım - 2025: Üzdü - 2025: Bizden Olmaz |

### Gastauftritte
- 2003: Sen Mutlu Ol (von Demet Akalın – Hintergrundstimme)
- 2006: Afedersin (von Demet Akalın – Hintergrundstimme)
- 2006: Helal Olsun (von Demet Akalın – Hintergrundstimme)
- 2008: Çekilmiyor (von Demet Akalın – Hintergrundstimme)
- 2009: İstanbul Eğlencesi (von Murat Boz – Hintergrundstimme)
- 2011: Son Nokta (von Bengü – Hintergrundstimme)
- 2012: Yılan (von Demet Akalın – Hintergrundstimme)
- 2017: Ayrılık Zamanı (von Gizem – Hintergrundstimme)
- 2021: Sevmek Yüzünden (von Simge – Hintergrundstimme)

Quelle:

### Produktionen/Songwritings (Auswahl)
| - 2006: Herkes Hak Ettiği Gibi Yaşıyor (von Demet Akalın) - 2007: Tatil (von Demet Akalın) - 2008: Bebek (von Demet Akalın) - 2008: Mucize (von Demet Akalın) - 2009: Toz Pembe (von Demet Akalın) - 2009: Para Yok (von Murat Boz) - 2010: Tecrübe (von Demet Akalın) - 2012: Sepet (von Demet Akalın) - 2015: Sebastian (von Hande Yener) - 2016: Emrine Âmâde (von Hande Yener) - 2016: Yana Döne (von Murat Boz) | - 2017: Sen Olsan Bari (von Aleyna Tilki) - 2017: Sinsirella (von Aylin Coşkun) - 2017: Prens & Prenses (von Simge) - 2017: Üzülmedin Mi? (von Simge) - 2018: Ben Bazen (von Simge) - 2019: Yazık (von Bengü) - 2019: Kim Kafa Tutabilmiş Aşka (von Murat Dalkılıç) - 2020: Bu Benim Masalım (von Aleyna Tilki) - 2021: Benim O (von Tuğba Yurt) - 2021: Hayatım Kaymış (von Melek Mosso) |